# Cratere Louville
Louville è un cratere lunare di 34,81 km situato nella parte nord-occidentale della faccia visibile della Luna.